# Tipula (Arctotipula) williamsiana
Tipula (Arctotipula) williamsiana is een tweevleugelige uit de familie langpootmuggen (Tipulidae). De soort komt voor in het Nearctisch gebied.